# Albert Buss & Cie.

Briefkopf von Albert Buss & Cie. aus dem Jahr 1895

Albert Buss & Cie. (Schreibweise oft auch Alb. Buss & Cie.) war ein Schweizer Stahlbau- und Maschinenbau-Unternehmen mit Sitz in Pratteln bei Basel. Es war am Entwurf und Bau von Seilbahnen, Eisenbahnstrecken und Viadukten, sonstigen Eisenbrücken, Stauwehren und Druckrohrleitungen für Wasserkraftanlagen sowie anderen Industrieanlagen in der Schweiz und darüber hinaus beteiligt oder Generalunternehmer.

## Geschichte
Das Unternehmen wurde 1884 von dem aus Badenweiler im Markgräflerland stammenden, 1889 nach Basel eingebürgerten Schlosser Albert Buss (1862–1912) an der Clarastrasse im Kleinbasel gegründet. Mehrmals wechselte der Betriebsstandort innerhalb der Stadtgrenzen von Basel. 1893/94 verlagerte Buss den Grossteil der Produktion nach Pratteln im Kanton Basel-Landschaft, der Firmensitz, die Verwaltung und Entwurfsabteilung blieben jedoch weiter in Basel. Im Jahr 1901 änderte das Unternehmen seine Rechtsform in eine Aktiengesellschaft mit Namen Albert Buss & Cie. Gesellschaft für Eisenkonstruktionen, Wasser- und Eisenbahnlinien und einem Kapital von 2,5 Millionen Schweizer Franken. Albert Buss war nun Delegierter des Verwaltungsrates. Die Buss AG stieg zum in der Schweiz führenden Unternehmen im Stahlwasserbau auf und expandierte ins Ausland.
1897 wurde auf der badischen Seite des Rheins in Wyhlen die Filiale Albert Buss & Co. Wyhlen gegründet, die 1911 in das selbstständige Unternehmen Eisenbau Wyhlen AG umgewandelt wurde. Die Eisenbau Wyhlen fertigte Straßen- und Eisenbahnbrücken, Stahlhochbauten, Wehre, Gießereianlagen, später auch Kräne und Schneepflüge. In den 1970er Jahren geriet die Eisenbau Wyhlen in eine wirtschaftliche Krise und sollte stillgelegt werden, wurde aber 1978 von der Stuttgarter Dürr-Gruppe übernommen, umstrukturiert und in Dürr Automation & Fördertechnik GmbH Wyhlen umbenannt. Diese stellte nun auch Hochregallager für die Automobilindustrie her. Später hieß der Standort Dürr Systems GmbH, Produktbereich Automation und Fördertechnik, danach gehörte er zur Division Paint and Assembly Systems der Dürr Systems GmbH. Im Jahr 2014 verkaufte Dürr Systems den Geschäftsbereich „Aircraft and Technology Systems“ (Flugzeug-Montagetechnik) mitsamt dem Standort Wyhlen an die Broetje-Automation GmbH, diese stellte zum Jahresende 2019 die Produktion am Ort ein, lediglich das Konstruktionsbüro blieb dort bestehen.
1905 wurde eine Tochtergesellschaft in Graz/Österreich gegründet (Albert Buss & Co., Graz); diese ging jedoch bereits 1918 in Liquidation. 1907 entstand eine italienische Tochterfirma in Mailand, die 1916 aber verkauft wurde. Von 1919 bis 1935 betrieb Buss eine Schiffswerft in Augst.
Nachdem der Unternehmensgründer Albert Buss 1912 verstorben war, trat 1919 einer seiner Söhne, Walter Buss-Hofstetter (1890–1947), der an der Universität Karlsruhe Maschinenbau studiert und danach im Ausland Erfahrungen gesammelt hatte, in das Unternehmen ein und stieg bald zum Mitglied der Geschäftsleitung auf. Ein weiterer Betriebszweig zum Bau von Anlagen der aufstrebenden Chemie- und Pharmaindustrie im Raum Basel entstand ebenfalls 1919. 1920 gründete Buss eine erste internationale Vertriebsorganisation. Mit der Ernennung zum Delegierten des Verwaltungsrates übernahm Walter Buss-Hofstetter 1936 die Unternehmensleitung.
Während des Zweiten Weltkriegs produzierte die Buss AG für die Schweizer Armee Bodenplatten für Panzer. Nach Kriegsende entwickelte und produzierte Buss als einen weiteren Betriebszweig Knetmaschinen für die Nahrungsmittelindustrie; 1948 wurde die erste Maschine ausgeliefert, 1950 der erste Kreislaufreaktor verkauft. Der Betriebszweig wuchs rasch und machte das Unternehmen international bekannt.
Die Buss AG war bis in die 1950er und 1960er Jahre führend im Stahlwasserbau. Sie lieferte die Druckrohrleitungen und Stauwehrverschlüsse für mehr als 70 Stauwehre. In den 1970er Jahren konstruierte und baute Buss zudem Wasser- und Tankanlagen, darunter den Speisewasserbehälter und das Auffangbecken aus Stahl für das Kernkraftwerk Beznau. Insgesamt baute die Buss AG über 350 Stahlwasserbau-Anlagen.
Aufgrund der Ölkrise in den 1970er Jahren war die energieintensive Grossmetallverarbeitung nicht mehr wirtschaftlich und wurde weitgehend ausgelagert. Die Buss AG beschränkte sich nun auf den Maschinenbau. Im Jahr 1979 erwarb die Georg Fischer AG in Schaffhausen 50 % der Aktien der Buss AG. Im Zusammenhang mit der Integration in die Georg Fischer übernahm Buss die OWL GmbH zusammen mit der Waeschle Maschinenfabrik GmbH, Ravensburg. 1983 wurde die Luwa Verfahrenstechnik mit Sitz in Zürich erworben. 1990 erhöhte Georg Fischer seine Anteile an der Buss auf 93 %.
1998 wurde Buss von Fischer wieder veräussert und dabei in mehrere Teile aufgespalten, darunter
- die Buss Chemical Process Systems AG (Buss CPS AG) wurde an den norwegischen Kværner-Konzern (heute aufgegangen in Aker Solutions) verkauft und 1999 umbenannt in Kvaerner Process Technology (Switzerland) AG. 2001 erwarb der russische Energiekonzern Yukos das Schweizer Unternehmen sowie dessen Londoner Schwesterfirma und änderte die Namen in Davy Process Technology (Switzerland) AG bzw. Davy Process Technology Ltd. 2006 wurde Yukos zerschlagen, der Schweizer Zweig vom Management übernommen und in Buss ChemTech AG umbenannt mit Sitz in Pratteln bei Basel.[6]
- die Buss Immobilien und Service AG: Ende 2001 von der RC Generalunternehmung der Familie des Unternehmers, Investors und Kunstsammlers Hermann Beyeler aus Littau übernommen und mit dieser fusioniert, damit wurde die RC Inhaberin des 63000 m² grossen Buss Industrieparks in Pratteln. Das von Beyeler dort geplante Projekt Ceres umfasst neben einem 26-stöckigen, 80 Meter hohen Hochhaus eine Überbauung mit rund 200 Wohnungen.[7]
- der Knetmaschinenhersteller Buss Compounding Systems AG fusionierte 2001 mit weiteren Unternehmen zur Stuttgarter Coperion-Gruppe und firmierte als Coperion Buss AG; nachdem die Georg Fischer AG 2006 ihre finanzielle Beteiligung an der Coperion Holding verkaufte, wurde Buss durch ein Management-Buy-out abgespalten und wieder als Buss AG selbstständig.[8]

Alle diese Firmen haben ihren Sitz in Pratteln auf dem Buss-Areal. Auch das Technikum des hessischen Verfahrenstechnikunternehmens Buss-SMS-Canzler GmbH, das aus Teilen der Unternehmen SMS, Buss, Luwa und Canzler entstand, hat seinen Sitz dort.
Im Dezember 2021 übernahm Ina Invest gemeinsam mit Investment-Partnern die CERES Group Holding AG des Unternehmers Hermann Alexander Beyeler, einschliesslich des Entwicklungsareals «Bredella» in Pratteln. Das Unternehmen will das Areal in den nächsten 20 Jahren in ein Stadtquartier mit 70 % Wohnanteil umwandeln und sieht dies als Möglichkeit, den steigenden Bedarf an Gewerbeflächen in Pratteln zu decken und den Anforderungen der 10-Millionen-Schweiz gerecht zu werden. Ina Invest plant, seine Strategie für hybride Immobilien umzusetzen und hat bereits ähnliche Projekte wie die Lokstadt in Winterthur realisiert.

## Bauten

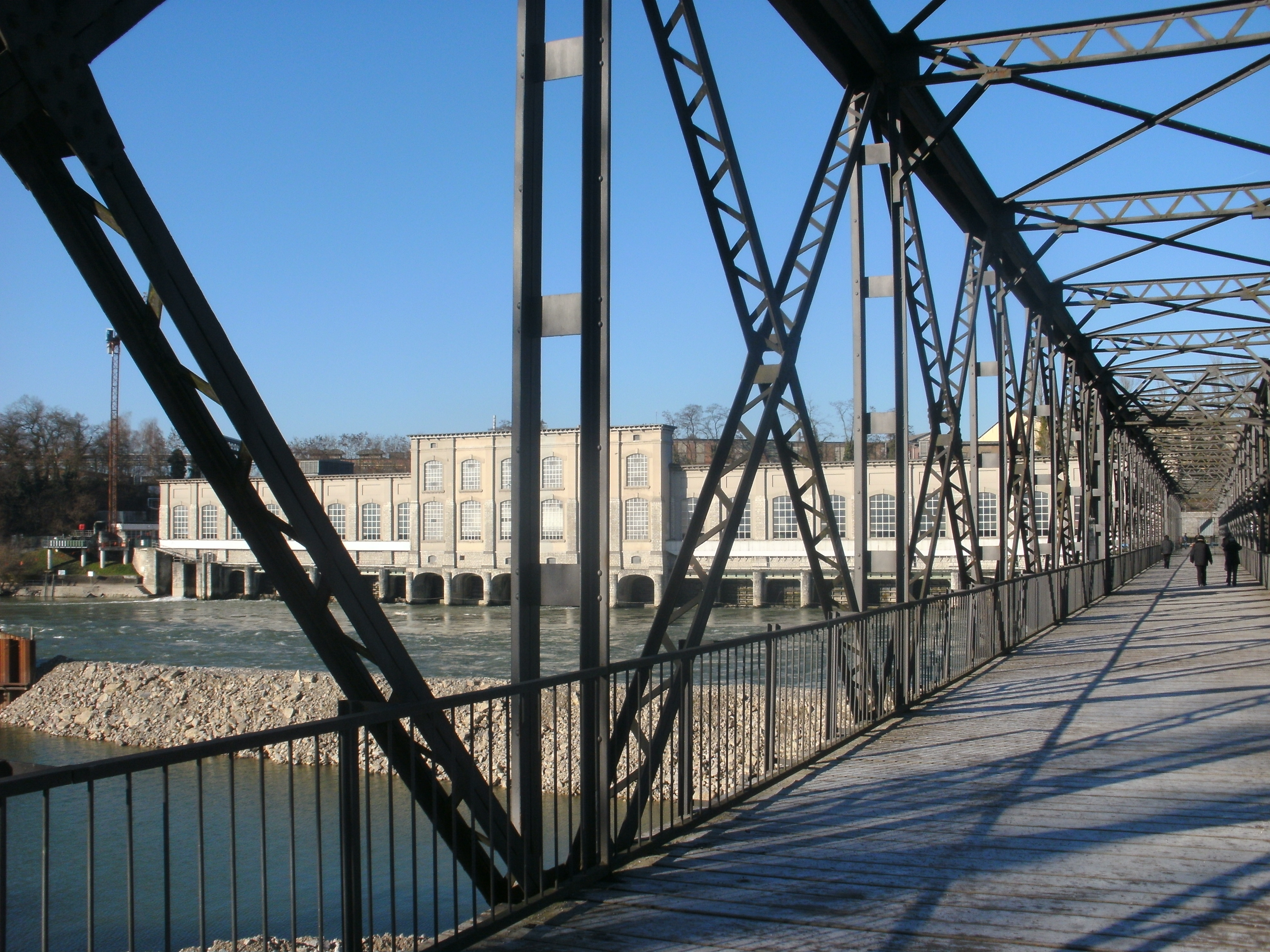
Ehemaliger Kraftwerkssteg Rheinfelden (inzwischen komplett abgebaut und entfernt)

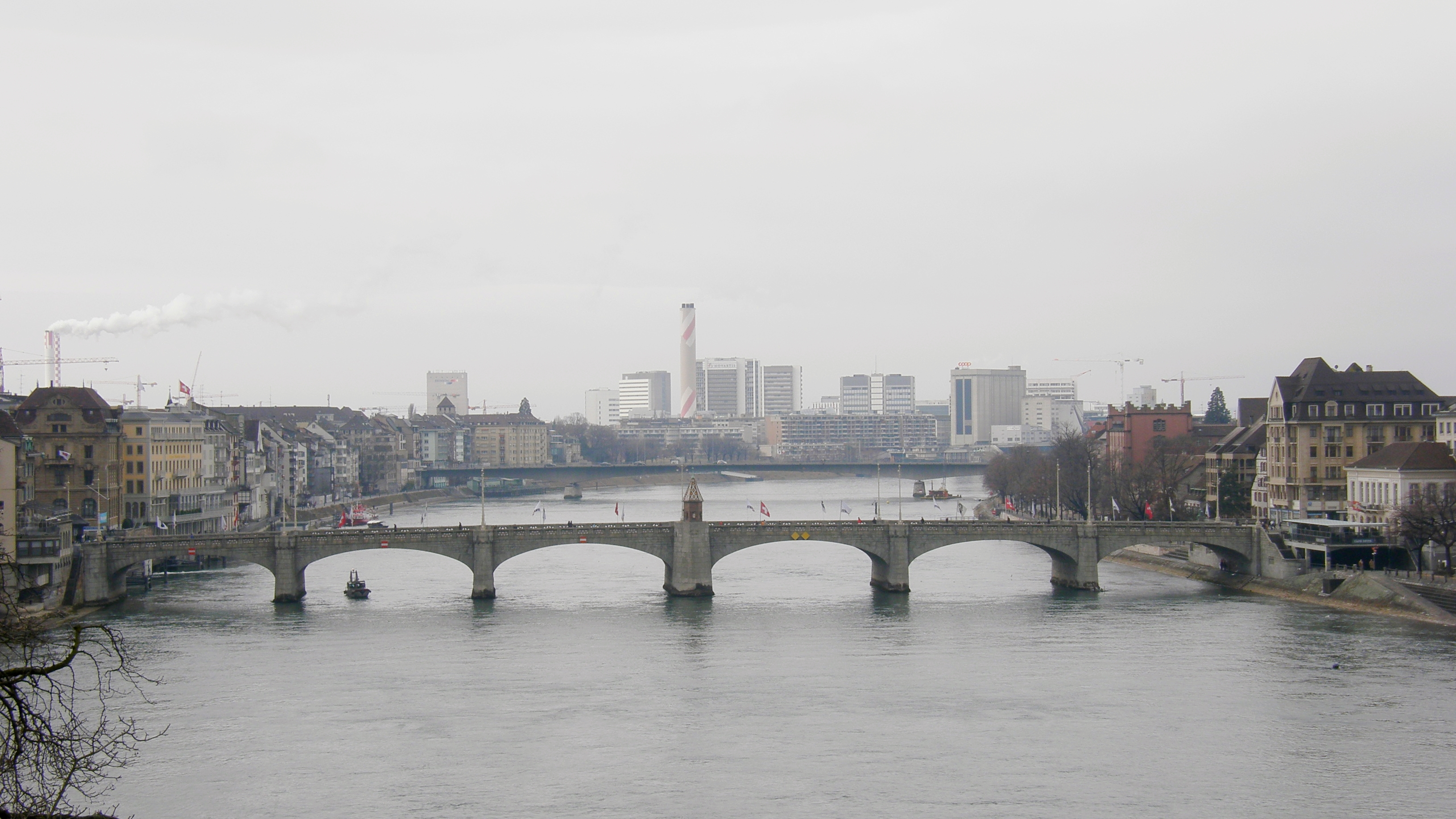
Mittlere Brücke in Basel

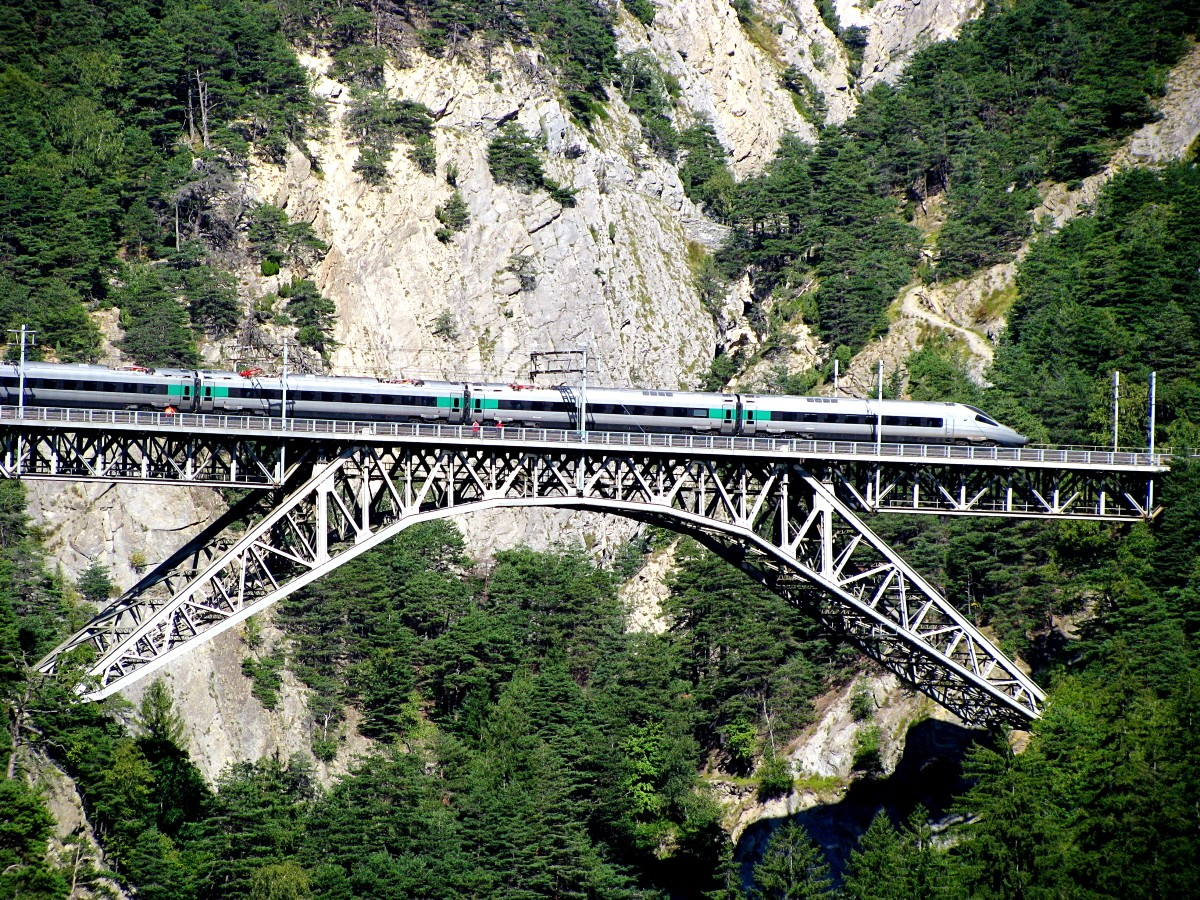
Bietschtalviadukt der Lötschberg-Südrampe

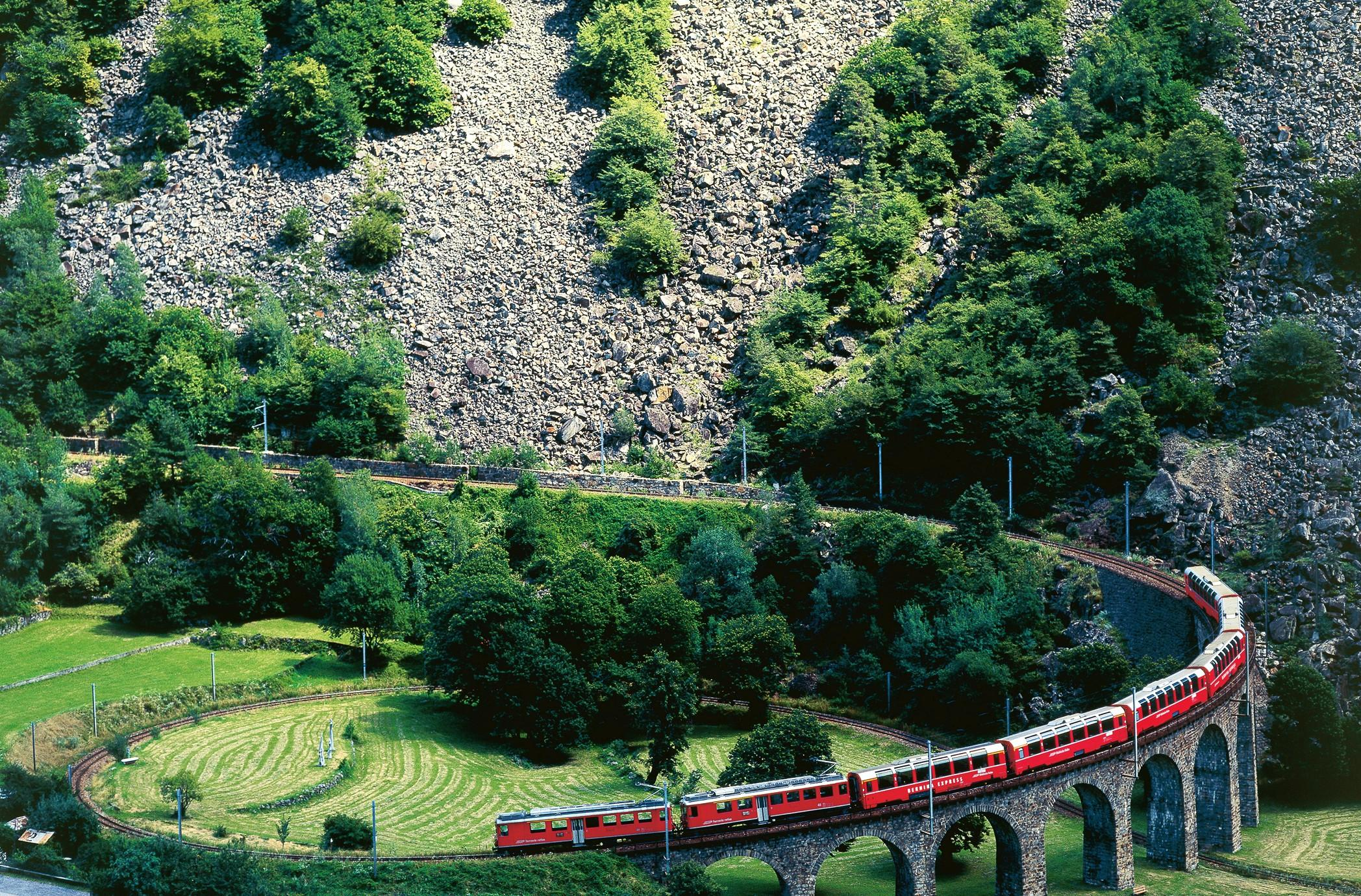
Kreisviadukt von Brusio der Berninabahn

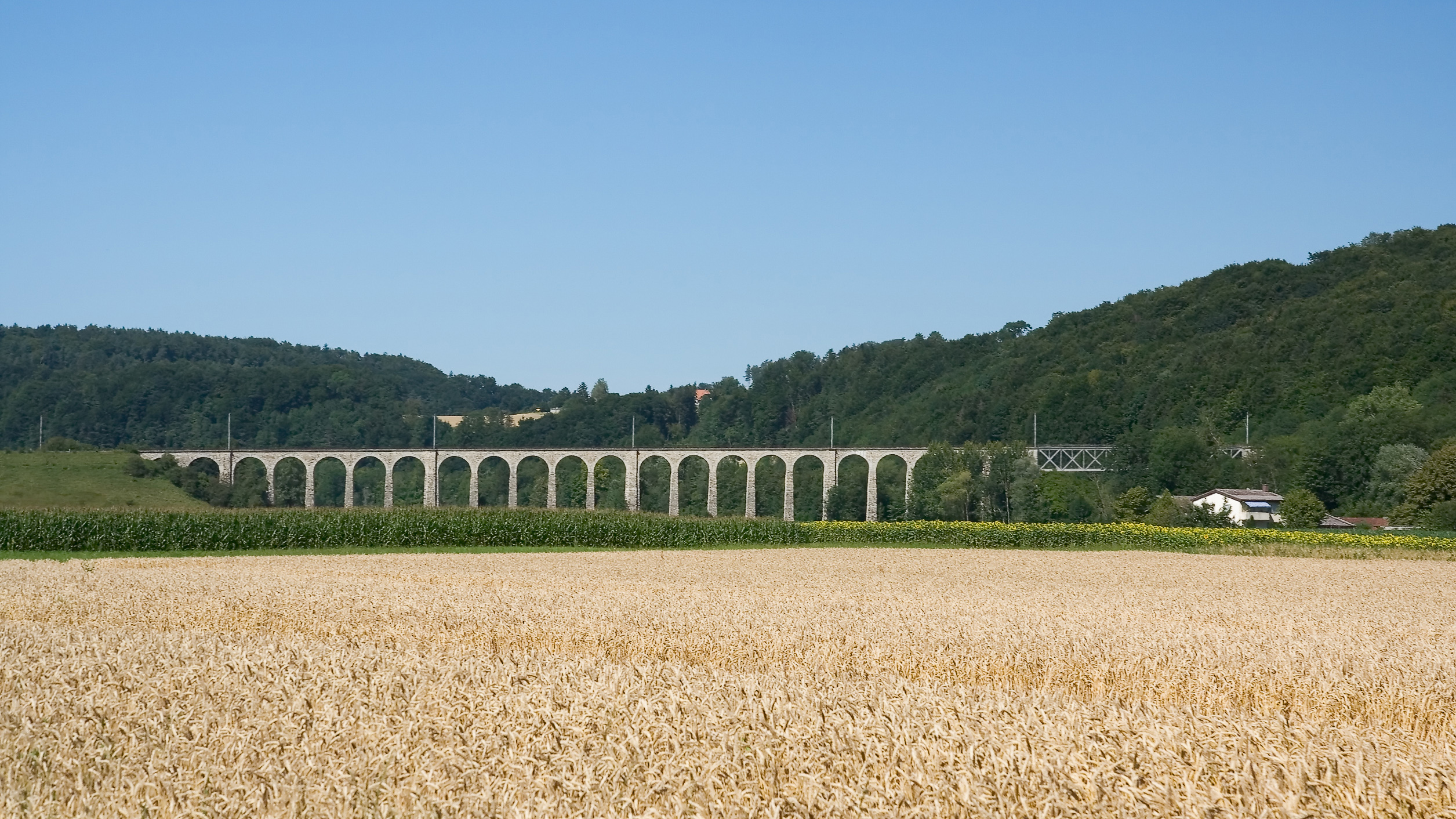
Gümmenen-Viadukt der Bern-Neuenburg-Bahn

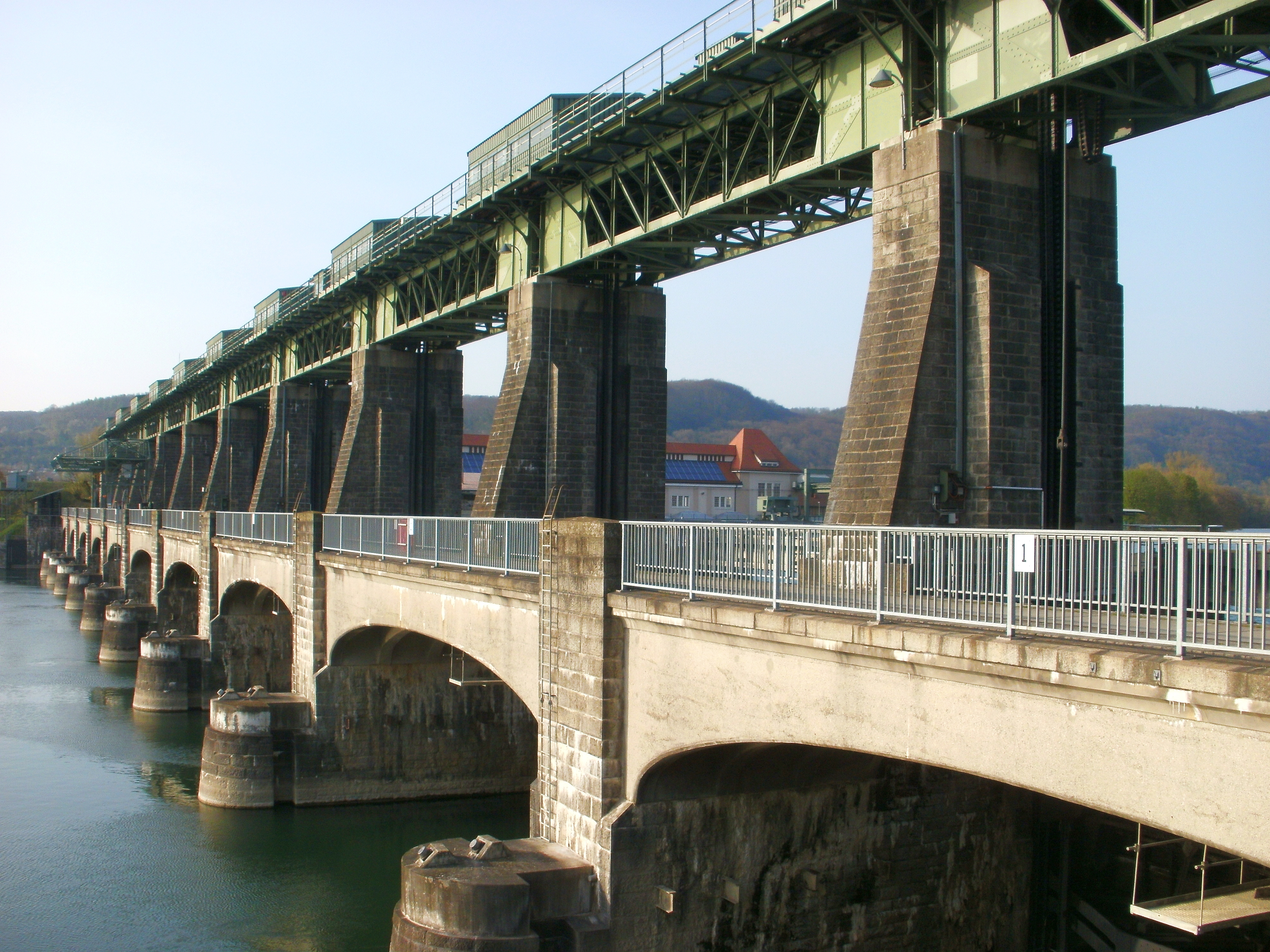
Stauwehr des Wasserkraftwerks Augst/Wyhlen

Das Unternehmen Buss war unter anderem an folgenden Bauwerken beteiligt:
- nach 1897: Eiserne Notbrücke, nach dem Brand der hölzernen Rheinbrücke in Rheinfelden (zum Bau der heutigen Betonbrücke 1911 abgerissen)
- 1898: Bogenbrücke über den Reichenbach der Reichenbachfall-Bahn[12]
- 1900–1904: Kraftwerk Bannwil des Elektrizitätswerks Wangen an der Aare (über 120 Meter langes Bock-Stauwehr, 24 Schützentafeln, Turbineneinlaufschützen, Eisenwerk des Turbinenhauses, Dienststege, drei Strassenbrücken; Gesamtgewicht der Lieferungen rund 700 Tonnen)
- 1901 (Inbetriebnahme 1902): Altes Wasserkraftwerk Rheinfelden: über die deutsche Tochtergesellschaft Eisenbau Wyhlen AG Lieferung des  Stauwehrs mit acht Wehröffnungen a 22 Meter und drei Schützen (Wehr 2007 abgebrochen zugunsten des Baus des neuen Wasserkraftwerks), den eisernen Dienststeg über den Rhein (Abbruch im November 2010 begonnen), den Kraftwerksrechen und die Straßenbrücke; Gesamtgewicht der Lieferungen rund 350 Tonnen
- 1903–1905: Neubau der Mittleren Brücke über den Rhein in Basel, gemeinsam mit Philipp Holzmann & Cie. aus Frankfurt am Main. Die 192 Meter lange Brücke aus Granit von der Nordseite des Gotthardmassivs weist sieben Öffnungen auf, wobei sechs den Rhein überspannen und eine den Rheinweg auf Kleinbasler Seite. Auf dem mittleren Pfeiler wurde eine Kopie der alten Brückenkapelle aufgebaut.[13]
- 1904–1907: Eisenkonstruktionen am Kraftwerk Campocologno (bei Inbetriebnahme das grösste Wasserkraftwerk Europas)
- 1905: Fünfschiffige Bahnhalle des Bahnhofs Basel SBB über die Gleise 1 bis 10; Breite 93, Länge 120 m (Gleise 1/2), 230 m (Gleise 3/4) bzw. 200 m (Gleise 5 bis 10)
- 1905–1908: Eisenkonstruktion des Wetterhorn-Aufzuges, eine der ersten Luftseilbahnen der Welt zur Personenbeförderung
- 1905–1910: Berninalinie der Rhätischen Bahn, heute Teil des UNESCO-Welterbes (die Buss AG war Generalunternehmer und erstellte selbst den Unterbau, Oberbau und Hochbau)
- 1906: Bau der ersten Hafenkrananlage im Rheinhafen St. Johann in Basel (im Juli 2010 begann der Abbruch des Hafens; nach Ende der Arbeiten Ende 2011 wird hier eine Erweiterung des Novartis-Campus entstehen)
- 1906: Wasserkraftwerk Wiblingen an der Donau: über die deutsche Tochtergesellschaft Eisenbau Wyhlen AG Lieferung des Stauwehrs mit drei Öffnungen, drei Schützen, die Schützenwindwerke, sowie eine Kanaleinlassschütze und den Dienststeg; Gesamtgewicht der Lieferungen rund 200 Tonnen
- 1906–1908: Wasserkraftwerk Deutschfeistritz (Steiermark/Österreich), als General- und Bauunternehmer, zusammen mit der Schweizerischen Eisenbahnbank[14]
- 1907: Steintransportbahn von Kandern nach Malsburg-Marzell (Schmalspurbahn, bereits 1919 stillgelegt)[15]
- 1908: Solothurn-Münster-Bahn
- 1908–1912: Eisenkonstruktionen am Wasserkraftwerk Augst/Wyhlen (Entwurf und Lieferung): Wehröffnung 1 und 2, Wehrschütze, Turbineneinlaufschütze, Kraftwerksrechen, Dienststeg, Tiefbauarbeiten am Maschinenhaus,[16] Stemmtore der Schleuse, Dachkonstruktionen, Caissons; Gesamtgewicht der Lieferung rund 3000 Tonnen
- 1908–1912 (1910 eröffnet): Bahnstrecke der Bodensee-Toggenburg-Bahn von Romanshorn nach St. Gallen St. Fiden
- 1911–1913: Bietschtalviadukt (Lötschberg-Südrampe)[17]
- 1912: Konstruktion der Bahnhalle des Bahnhofs Lausanne, zusammen mit den Unternehmen Bosshard aus Näfels und Schweizer aus Albisrieden, Zürich
- 1912: Wasserkraftwerk Ahausen bei Bermatingen (Deutschland): Stauwehr in der Aach mit sieben Schützen, Dienststeg (projektiert von der Albert Buss AG, Lieferung über die deutsche Tochtergesellschaft Eisenbau Wyhlen AG)
- 1913–1916: Wasserkraftwerk Olten–Gösgen in der Aare: Entwurf und Lieferung des Stauwehrs mit fünf Öffnungen, fünf Doppelschützen, Dammbalkenabschluss, außerdem Turbineneinlaufschützen, Rechen, Kanaleinlaufschützen, Dachkonstruktionen; Gesamtgewicht der Lieferungen rund 1250 Tonnen
- 1913–1916: Wasserkraftwerk Faal (Fala) an der Drau (damals Jugoslawien, heute Slowenien): Entwurf und Ausführungsplanung der gesamten Stauwehranlage inklusive Tiefbauarbeiten, Lieferung des Wehrs mit fünf Öffnungen, Doppelschützen, Dammbalkenabschluss, außerdem Turbineneinlaufschützen, Rechen, Caissons, Derrickkran (Kran mit Standbaum und Schwenkbaum), Dachkonstruktion und anderes; Gesamtgewicht der Lieferungen rund 2200 Tonnen
- 1914: Elektrizitätswerke Disentis
- 1914–1917: Wasserkraftwerk im Rhein bei Eglisau: Projektierung des Stauwehrs mit sechs Öffnungen und Doppelschützen; Lieferung der Unterschützen (rund 720 Tonnen), zwei Dammbalkenabschlüsse zum Wehr, Schützenlaufbahn, Grundschwellen, Turbineneinlaufschützen mit Grobrechen; Gesamtgewicht der Lieferungen von Buss rund 1450 Tonnen
- 1920–1923: Wasserkraftwerk Chancy-Pougny in der Rhone: Projektierung und Ausführungsplanung der gesamten Wehranlage  inklusive Tiefbauarbeiten (Stauwehr mit vier Öffnungen, Doppelschützen, Ober- und Unterwasser-Dammbalken; Gesamtgewicht rund 1000 Tonnen, Lieferung durch Schneider & Cie.); von Buss wurden geliefert: Turbineneinlaufschützen, Feinrechen, Dammbalkenabschlüsse für den Turbineneinlauf, Dachkonstruktionen; Gesamtgewicht der Lieferungen von Buss rund 500 Tonnen
- 1921–1922: Wasserkraftwerk im Guadalquivir bei El Carpio (Provinz Córdoba, Spanien): Projektierung und Lieferung des Stauwehrs mit sechs Öffnungen, Schützen, Dammbalkenabschluss, Dienstbrücke, außerdem Lieferung des Rechens und der Einlaufschützen; Gesamtgewicht der Lieferungen von Buss rund 500 Tonnen
- 1922–1923: Wasserkraftwerk im Ain beim Kloster Vaucluse (Frankreich): Projektierung und Ausführungsplanung des Stauwehrs mit drei Öffnungen und Doppelschützen (Lieferung durch Schneider & Cie, Paris); Gesamtgewicht der Eisenkonstruktionen rund 250 Tonnen
- 1923–1924: Wasserkraftwerk im Velino bei Terni (Italien): Projektierung und Ausführungsplanung des Stauwehrs mit einer öffnung, Schütze, Ober- und Unterwasser-Dammbalken, Dienststeg; Gesamtgewicht der Eisenkonstruktionen rund 150 Tonnen
- 1927–1929: Wasserkraftwerk im Oum er-Rbia bei Sidi Saïd Maachou (Marokko): Projektierung und Ausführungsplanung des Stauwehrs mit vier Öffnungen, Doppelschützen,  Ober- und Unterwasser-Dammbalkenabschlüsse (Lieferung durch Schneider & Cie, Paris; Gesamtgewicht  der Eisenkonstruktionen rund 300 Tonnen); von Buss wurden vier Schützen geliefert (Gesamtgewicht rund 150 Tonnen)
- 1928–1929: Wasserkraftwerk im Niger bei Les Aigrettes (damals Französisch-Westafrika, heute Mali): Projektierung der Stauwehranlage gemeinsam mit Schneider & Cie, Paris (Lieferung durch diese); Stauwehr mit vier Öffnungen, Doppelschützen, Dienststeg und Dammbalkenabschluss für das Oberwasser; durch Buss außerdem Lieferung einer Regulierschütze und 26 kleiner Schützen für die zugehörige Bewässerungsanlage bei der Verteilstation Baguineda sowie vier Doppelschützen zum Kanaleinlauf bei Sotuba; Gesamtgewicht der Eisenkonstruktionen rund 150 Tonnen
- 1927–1930: Wasserkraftwerk im Rio Alberche bei Burguillo (Spanien): Projektierung und Ausführungsplanung des Stauwehrs mit drei Öffnungen, Schützen, davon eine mit automatischer Klappe, Dienstbrücke; Lieferung einer Schütze, Stoney-Rollenwagen, Windwerke für drei Schützen; Gesamtgewicht der Eisenkonstruktionen rund 150 Tonnen
- 1928–1929: Wasserkraftwerk Le Pinet im Tarn (Frankreich): Projektierung und Ausführungsplanung des Stauwehrs mit vier Öffnungen, Schützen, Dammbalkenabschlüsse (Lieferung durch Schneider & Cie., Paris); Gesamtgewicht der Eisenkonstruktionen rund 100 Tonnen
- 1928–1931: Wasserkraftwerk Alcalá del Río im Guadalquivir (Spanien): Projektierung und Ausführungsplanung sowie teilweise auch Lieferungen für das Stauwehr mit acht Öffnungen, Schützen, Ober- und Unterwasser-Dammbalken, Dienstbrücke; Gesamtgewicht der Lieferungen rund 750 Tonnen
- 1929–1931: Wasserkraftwerk Pizançon in der Isère (Frankreich):  Projektierung und Ausführungsplanung für das Stauwehr mit sechs Öffnungen, Doppelschützen, Ober- und Unterwasser-Dammbalkenabschlüsse (Lieferung durch Schneider & Cie., Paris)
- 1929–1931: Wasserkraftwerk Encinarejo im Río Jándula bei Andújar (Spanien): Projektierung und Ausführungspläne für das Stauwehr mit einer Öffnung und den Dienststeg, Lieferung der Schütze und des Schützenwindwerks, drei Einlaufschützen, mit Windwerken und Rechen für die Turbinen, drei Druckrohrleitungen, Grundablass mit Schütze, Ausrüstung der Apparatekammer; Gesamtgewicht der Lieferungen über 250 Tonnen
- 1929–1932: Wasserkraftwerk  im Rhein bei Kembs: Projektierung des Stauwehrs mit fünf Öffnungen a 30 Meter lichte Weite, Doppelschützen, Schützenwindwerke, Ober- und Unterwasser-Dammbalken, obere und untere Dienstbrücke, zwei Dammbalkenkräne, 1 Bockkran auf der unteren Brücke, zwei Laufkatzen für Dammbalken auf der oberen Brücke, Nischenarmierungen; Lieferung und Montage durch die deutsche Tochtergesellschaft Eisenbau Wyhlen AG; Gesamtgewicht der Lieferungen rund 4600 Tonnen
- 1930–1931: Wasserkraftwerk in der Cadène bei Brommat, Südfrankreich: Projektierung des Stauwehrs mit einer Öffnung, Doppelschütze, Windwerk; außerdem Lieferung der Kanaleinlaufschütze mit Windwerk durch die deutsche Tochtergesellschaft Eisenbau Wyhlen AG; Gesamtgewicht der Lieferungen rund 100 Tonnen
- 1930–1931: Wasserkraftwerk im Ain bei Cize–Bolozon: Projektierung und Ausführungsplanung der gesamten Stauwehranlage inklusive Tiefbauarbeiten; Stauwehr mit vier Öffnungen, davon drei mit Doppelschützen (geliefert von Schneider & Cie., Paris) und eine mit automatischer Sektorschütze, Schützenwindwerke, Ober- und Unterwasser-Dammbalken, obere und untere Dienstbrücke, vier Kräne; Gesamtgewicht der Eisenkonstruktionen rund 1100 Tonnen; die deutsche Tochtergesellschaft Eisenbau Wyhlen AG lieferte die Windwerke und Armaturen für die Wehrschützen, Armaturen für Ober- und Unterwasser-Dammbalken, die obere und untere Dienstbrücke, zwei Laufkräne, einen Bockkran, einen Portalkran, sechs Turbineneinlaufschützen mit drei Doppelwindwerken, und Rechen sowie die automatische Sektorschütze; Gesamtgewicht der Lieferungen rund 600 Tonnen
- bis Ende 1930: mehrere automatische Stauwehre nach Patent und im Auftrag der Stauwerke AG, Zürich; Gesamtgewicht der Lieferungen rund 800 Tonnen
- 1953–1955: St. Albanbrücke, Basel; zusammen mit dem Ingenieurbüro A. Aegerter & Dr. O. Bosshardt AG und der Tiefbaufirma Ed. Züblin & Cie. AG (Stahlbeton; 1973 zugunsten der zehnspurigen Schwarzwaldbrücke abgebrochen)
- Kuppelbau des Bahnhofes Luzern
- Verlegung der Elsässer Bahnlinie in Basel
- Teilstück der direkten Bahnlinie Bern–Neuenburg
- Spiez-Erlenbach-Bahn
- Solothurn-Münster-Bahn, 1907
- Niesenbahn (Standseilbahn), 1907–1910
- Niederdruck-Elektrizitätswerk Orsières (15.000 PS)
- Neues Elektrizitätswerk Belgrad (thermische Zentrale)
- Anpassung der Kanalisation der Stadt Basel an den Rückstau des Rheins durch das Kraftwerk Kembs

## Wettbewerbserfolge
Buss errang Auszeichnungen unter anderem bei folgenden internationalen Wettbewerben:
- 1. Preis: Projekt zur Schiffbarmachung des Hochrheins von Basel bis zum Bodensee (nicht realisiert)
- 1. Preis: Wettbewerb zur Erlangung genereller Entwürfe für die Ausnützung der im Schluchseegebiet vorhandenen Wasserkräfte
- weitere 1. und 2. Preise im Brückenbau